# Claude Cheysson

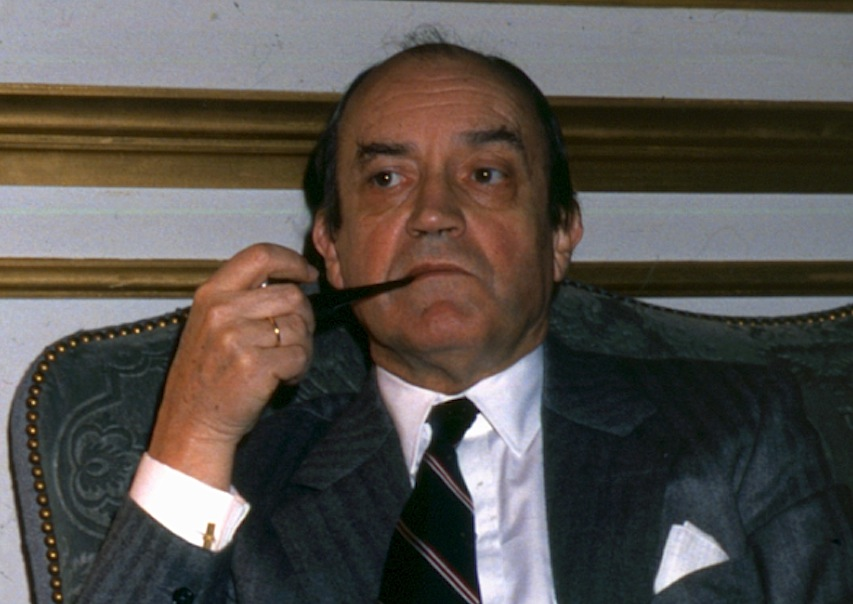
Claude Cheysson (1981)

Claude Cheysson (* 13. April 1920 in Paris; † 15. Oktober 2012 ebenda) war ein französischer Diplomat (zuletzt im Rang eines Botschafters) und Politiker (PS).
Cheysson besuchte das traditionsreiche katholische Pariser Gymnasium Collège Stanislas und studierte an der Elitehochschule École polytechnique. 1943 trat er in die französische 2. Panzerdivision unter Jacques-Philippe Leclerc de Hauteclocque ein. Nach Kriegsende gehörte er zum ersten Jahrgang der neu gegründeten ENA.
Er kam 1948 ins Außenministerium und wurde 1949 Leiter des Verbindungsbüros zur bundesdeutschen Verwaltung. In dieser Zeit ging es unter anderem um die Zukunft des Saarlands; Cheysson führte Gespräche mit Herbert Blankenhorn, einem engen Mitarbeiter von Bundeskanzler Konrad Adenauer.
1952 wurde Cheysson Berater der Regierung von Französisch-Indochina, war dann 1954 bis 1955 Kabinettschef von Premierminister Pierre Mendès France und Generalsekretär der Kommission für Technische Zusammenarbeit in Afrika von 1957 bis 1962. Von 1966 bis 1969 war er Botschafter Frankreichs in Indonesien.
Von 1973 bis 1981 amtierte er als Europäischer Kommissar für Entwicklung und Zusammenarbeit. Er gilt als einer der maßgebenden Gestalter des Lomé-Abkommens von 1975. Ab dem spanisch-französischen Arbeitstreffen von La Celle-Saint-Cloud vom Januar 1983 leitete er mit seinem spanischen Amtskollegen Fernando Morán die ersten der insgesamt 14 bilateralen Seminare zur Verbesserung der französisch-spanischen Beziehungen.
Von 1981 bis 1984 war Cheysson nach dem Sieg François Mitterrands französischer Außenminister in der Regierung von Premierminister Pierre Mauroy. Nach Amtsantritt des deutschen Kanzlers Helmut Kohl hielt Mitterrand eine von Cheysson vorbereitete Rede im Deutschen Bundestag, in der er die deutsche Bündnistreue bei der Umsetzung des NATO-Doppelbeschlusses einforderte und so Kohl den Rücken stärkte.
Ab 1985 war Cheysson bis 1989 erneut Europäischer Kommissar in der Kommission Delors I, diesmal zuständig für Mittelmeerpolitik und Nord-Süd-Verbindungen. 1989 wurde er ins Europaparlament gewählt und war Abgeordneter bis 1994.

## Auszeichnungen
- 1982: Großes Silbernes Ehrenzeichen am Bande für Verdienste um die Republik Österreich[6]